# Strombosia gossweileri
Strombosia gossweileri är en tvåhjärtbladig växtart som beskrevs av Spencer Le Marchant Moore. Strombosia gossweileri ingår i släktet Strombosia och familjen Strombosiaceae. Inga underarter finns listade i Catalogue of Life.